# Monastero di San Benedetto al Mugnone

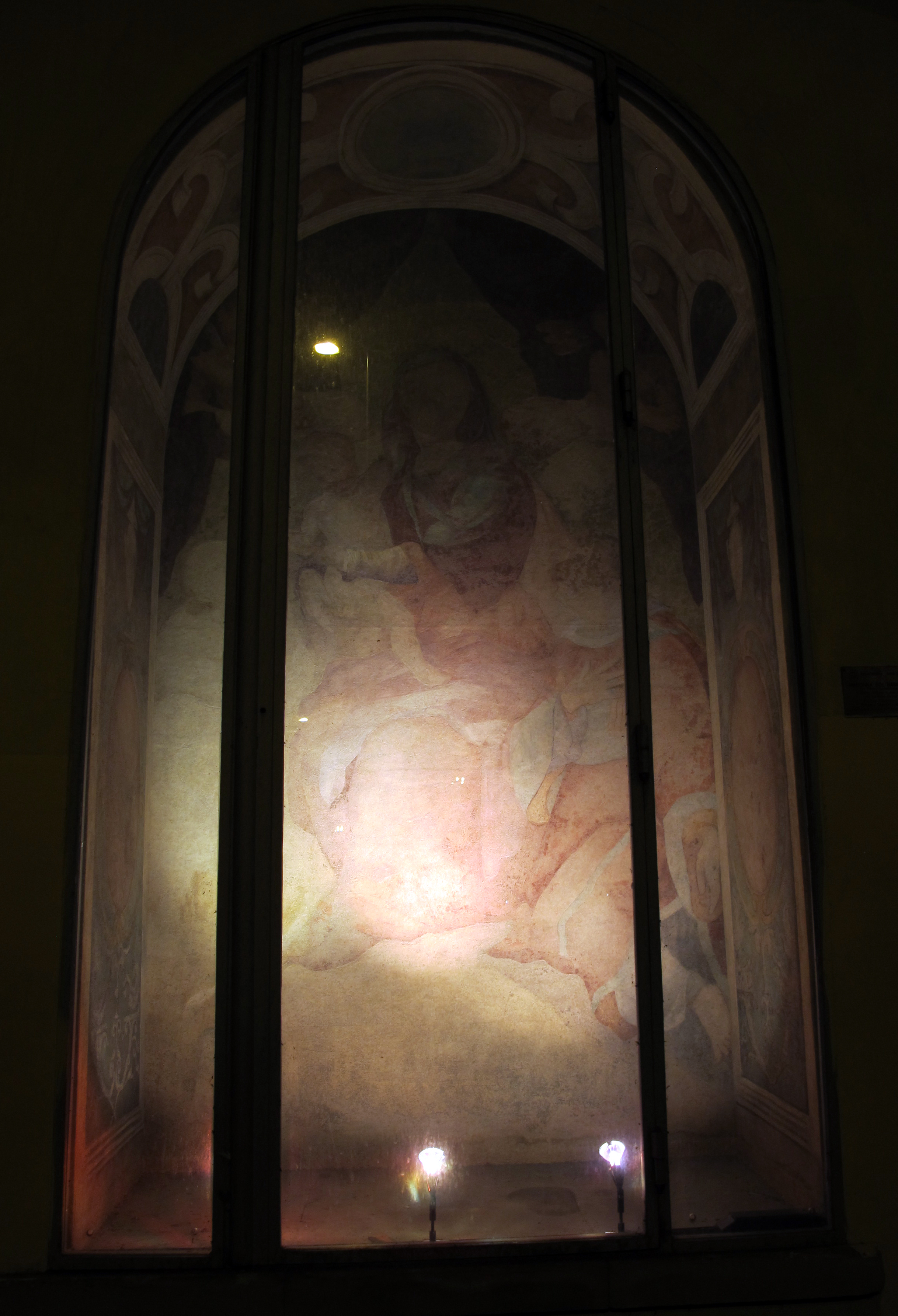
Il tabernacolo di via dei Mannelli

Il monastero di San Benedetto al Mugnone è un'architettura scomparsa di Firenze, situata un tempo tra gli attuali viale Pacinotti e viale dei Mille.

## Storia e descrizione
Fondato nel 1399 dai fratelli Jacopo e Alessandro Ricci, occupava un'area fino al viale Pacinotti e il viale dei Mille ed era detto al Mugnone per la vicinanza col torrente. Ben visibile alle pendici della collina nella pianta della Catena, era retto dei monaci camaldolesi. Benedetto Varchi lo descrisse come più grande del monastero degli Ingesuati a Pinti e "con un meraviglioso orto tutto nel mezzo pieno d'alberi, e con una torre dirimpetto".
Vasari ricordò come qui vi avessero lavorato Lippo di Corso, Lorenzo Monaco e Andrea del Castagno. Fu distrutto nel 1529 poco prima dell'assedio di Firenze, per non offrire alcuna struttura di appoggio fuori dalle mura alle truppe imperiali assedianti.
Oggi la sua memoria è legata solo alla presenza di un tabernacolo alla fine di via dei Mannelli. Risalente all'inizio del XVI secolo e riferibile alla scuola di Andrea del Sarto o di Raffaellino del Garbo, mostra una Madonna col Bambino adorata da san Benedetto e da un altro santo con uno stemma camaldolese e alcuni fregi più tardi nel sottarco. Era situato un tempo più a nord, e fu spostato tra via dei Mannelli e piazza Vasari verso il 1893, quando furono realizzati i binari ferroviari e la stazione di Firenze Campo di Marte.